# Třída Agile
Třída Agile je třída oceánských minolovek Námořnictva Spojených států amerických. Byly to první americké minolovky stavěné po skončení druhé světové války. Část plavidel, lišících se typem dieselů, je některými prameny řazena do samostatné třídy Aggressive. Minolovky byly stavěny ve značných počtech, přičemž USA je dodaly námořnictvům svých spojenců (především zemím NATO). Celkem bylo postaveno 93 minolovek této třídy, z toho 63 pro americké námořnictvo a 30 pro námořnictva spojeneckých zemí. Zahraničními uživateli třídy se staly Belgie, Čínská republika, Filipíny, Francie, Itálie, Nizozemsko, Norsko, Portugalsko, Španělsko a Uruguay. Ve službě jsou již jen v Čínské republice.

## Stavba

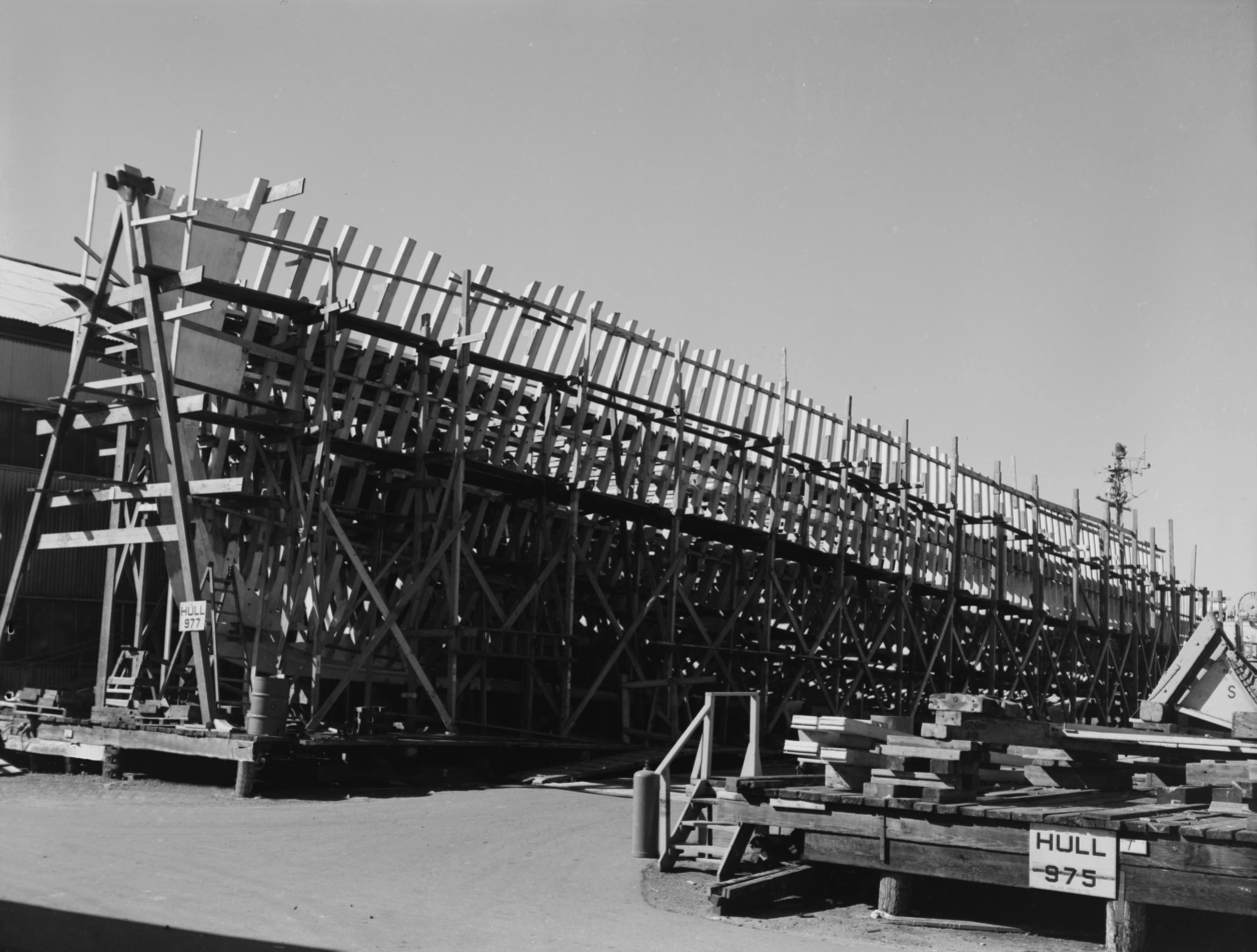
Rozestavěná minolovka USS Agile (MSO-421)

Na základě zkušeností z korejské války byly zkonstruovány oceánské minolovky tříd Agile/Aggressive (trupová čísla MSO-421 až MSO-507), Acme a Ability, kterých americké námořnictvo odebralo celkem 65 kusů (z toho čtyři třídy Acme a tří třídy Ability). Celkem bylo pro americké námořnictvo v letech 1952–1957 postaveno 58 minolovek této třídy. Dalších 35 bylo jich postaveno pro zahraniční uživatele.

## Konstrukce

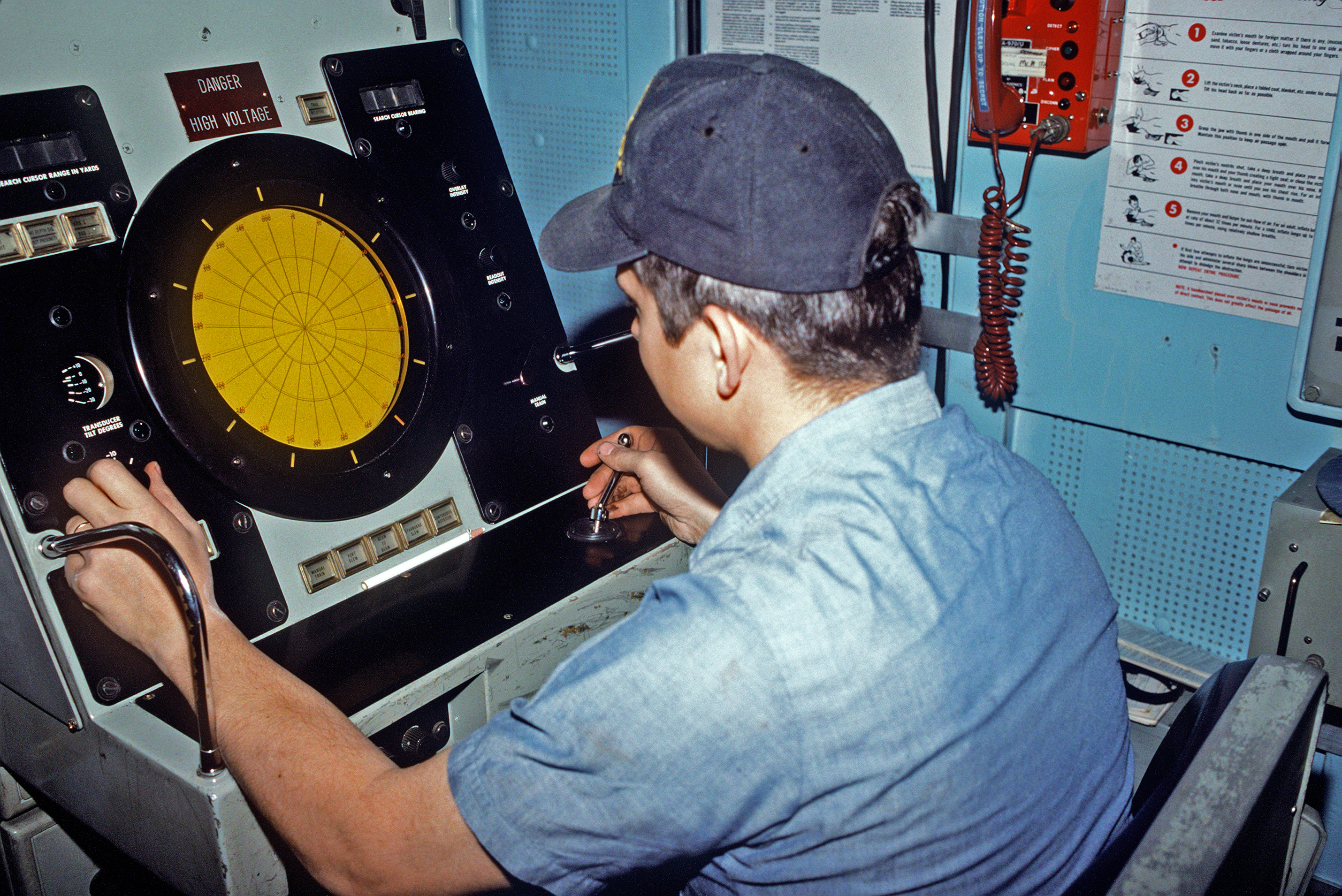
Člen posádky minolovky USS Conquest (MSO-488) obsluhuje sonar pro vyhledávání min

Na rozdíl od druhoválečných oceánských minolovek byla tato plavidla postavena ze dřeva, mosazi a nemagnetických slitin oceli s cílem minimalizovat jejich magnetickou signaturu. K detekci min sloužil sonar UQS-1. Plavidla byla vyzbrojena jedním 40mm kanónem Bofors (později některé nesly 12,7mm kulomety). Pohonný systém tvořily dva diesely Packard o výkonu 3040 hp (minolovky verze Aggressive měly diesely Packard o výkonu 2280 hp). Nejvyšší rychlost dosahovala 13 uzlů.

### Modernizace
Část amerických minolovek byla v 70. letech 20. století modernizována. Zejména došlo k výměně dieselů, instalaci nového sonaru SQQ-14 a jiného kanónu ráže 20 mm.

## Uživatelé

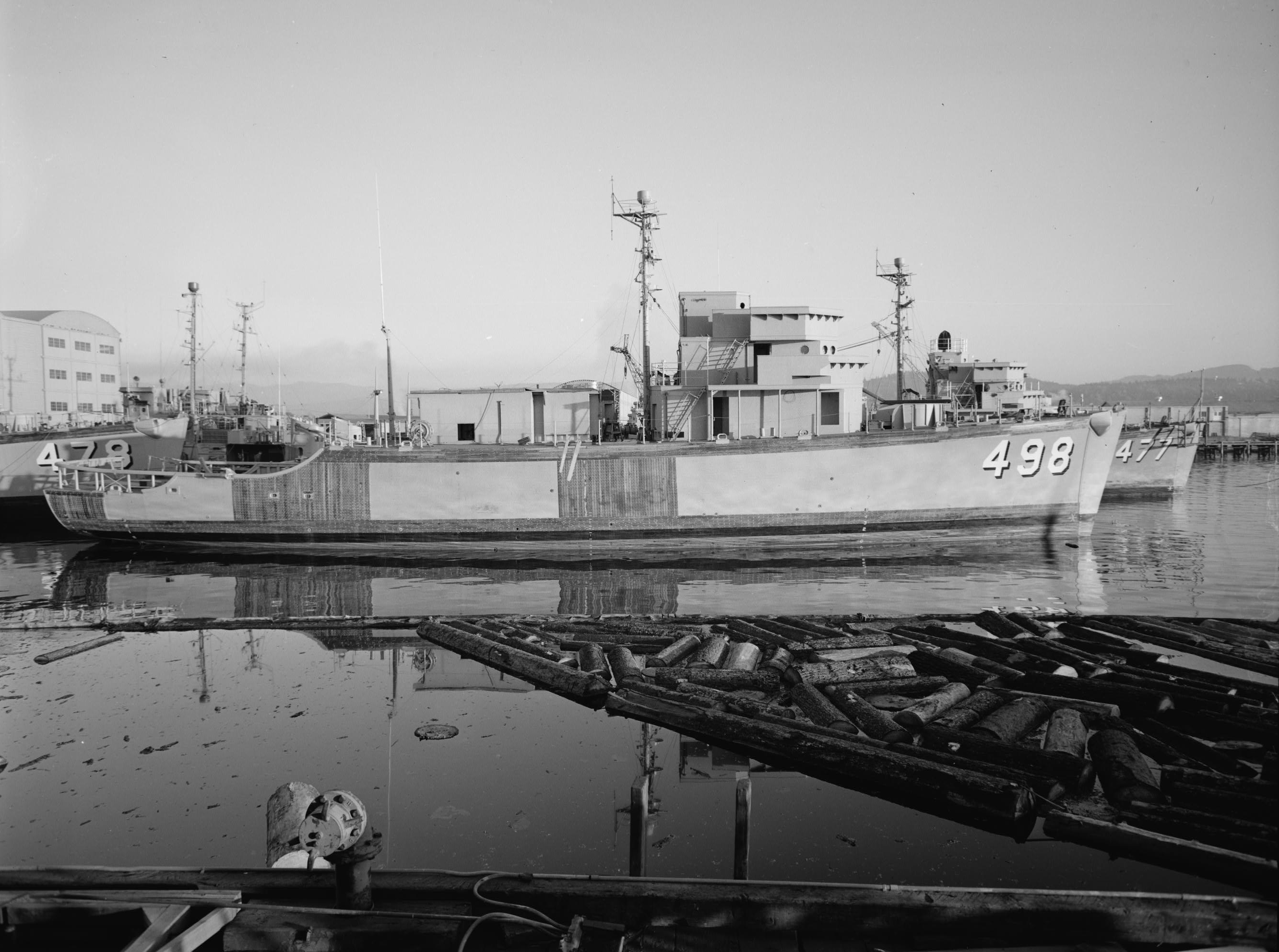
Stavba minolovky Lågen pro Norsko

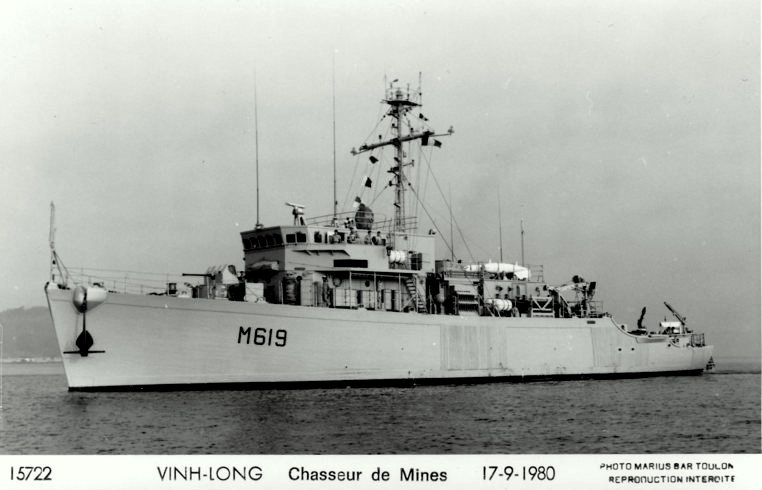
Francouzská minolovka Vinh Long

- Belgické námořnictvo – v letech 1955–1966 získalo pět minolovek třídy Agile, pojmenovaných Van Haverbeke, Breydel, Artvelde, Georges Truffaut a Francois Bouvesse.[4] Roku 1966 byly z Norska získány ještě minolovky A. F. Dufour a De Brouwer.

- Námořnictvo Čínské republiky – v letech 1994–1995 získalo celkem čtyři minolovky této třídy, které dostaly jména Jung-jang (MSO-1306), Jung-cch’ (MSO-1307), Jung-ku (MSO-1308) a Jung-te (MSO-1309).[5] Všechny jsou stále aktivní.[6]

- Francouzské námořnictvo – v letech 1954–1957 v rámci amerického programu MDAP získalo celkem 15 minolovek třídy Agile.[7]

- Filipínské námořnictvo – dne 5. července 1972 byly z USA zapůjčeny minolovky Davao del Norte (PM 91, ex Energy) a Davao del Sur (PM 92, ex Firm) třídy Agile.[8]

- Italské námořnictvo – v letech 1956–1957 v rámci amerického programu MDAP získalo celkem čtyři minolovky třídy Aggressive, pojmenované Storione, Salmone, Sqombro a Squalo. Vyřazeny byly v letech 1990–1992.[9]

- Nizozemské královské námořnictvo – v letech 1954–1955 v rámci amerického programu MDAP získalo celkem šest minolovek třídy Agile, pojmenovaných Onversaagd, Onbevreesd, Onverschrokken, Onvermoeid, Onvervaard a Onverdrotten. Vyřazeny byly v letech 1990–1992.[10]

- Norské královské námořnictvo – v roce 1955 v rámci amerického programu MDAP získalo dvě minolovky třídy Aggressive, pojmenované Lågen a Namsen. Roku 1966 byly předány Belgii.[11]

- Portugalské námořnictvo – roku 1955 byly získány čtyři minolovky třídy Agile, pojmenované Corvo, Graciosa, Pico a São Jorge . Vyřazeny byly roku 1973.[12]

- Španělské námořnictvo – v letech 1971–1972 získalo v rámci americké vojenské pomoci čtyři minolovky třídy Aggressive, pojmenované Guadalete (ex Dynamic), Guadalmedina (ex Pivot), Guadalquivir (M43, ex Persistant) a Guadiana (M44, ex Vigor).[13]

- Uruguayské námořnictvo – v září 1974 byla z Francie získána minolovka Malmonada (MS 33, ex Bir Hakeim) třídy Agile.Vyřazeny byly roku 1979.[14]

- US Navy – do služby vstoupilo celkem 58 jednotek této třídy. Minolovky byly vyřazovány od 60. let. Modernizované kusy sloužily až do 90. let 20. století.[3]

## Operační služba
Americké minolovky této třídy byly nasazeny ve vietnamské válce a válce v Zálivu